# Ossogne
Ossogne is een dorp in de Belgische provincie Namen. Het ligt in de gemeente Havelange, ruim twee kilometer ten noordwesten van het dorpscentrum van Havelange.

## Geschiedenis
Op de Ferrariskaart uit de jaren 1770 staat de plaats weergegeven als het dorp Ausoigne. Op het eind van het ancien régime werd Ossogne een gemeente, maar deze werd in 1812 alweer opgeheven en bij Havelange gevoegd.

## Bezienswaardigheden
- de Eglise Sainte-Gertrude

Deelgemeenten: Barvaux-Condroz · Flostoy · Havelange · Jeneffe · Maffe · Méan · Miécret · Porcheresse · Verlée

Overige dorpen: Barsy · Bassines · Béole · Bormenville · Buzin · Champs-du-Bois · Doyon · Émeville · Failon · Gros-Chêne · Homezée · Montegnet · Ossogne · Rémont

Belgische gemeenten · arrondissement Dinant · provincie Namen · Wallonië